# Brachyphymus vylderi
Brachyphymus vylderi är en insektsart som först beskrevs av Carl Stål 1876.  Brachyphymus vylderi ingår i släktet Brachyphymus och familjen gräshoppor.

## Underarter
Arten delas in i följande underarter:
- B. v. vylderi
- B. v. tibialis